# Joe Oppedisano
Joe Oppedisano (Gioiosa Ionica, 1954) è un fotografo italiano.

## Biografia
Joe Oppedisano nasce in Calabria a Gioiosa Ionica. A otto anni si trasferisce con la famiglia a New York dove studia fotografia al Queens College ed alla School of Visual Arts. Nel 1974 inizia a lavorare come assistente con Ryszard Horowitz e Tony Petrucelli. Nel 1976 realizza in Friuli un reportage per il Philadelphia Herald sulle condizioni di vita dei terremotati.
Nel 1979 partecipa alla rassegna Venezia 79 la fotografia che si svolge nella città lagunare e segue diversi workshop. Nel 1982 si trasferisce definitivamente a Milano dove collabora con la rivista americana Attenzione ed apre uno studio di fotografia pubblicitaria. Lavora con importanti agenzie pubblicitarie e scatta fotografie per Adidas, Yomo, Pionier, Hitachi, Panasonic, Grundig, Kodak, Apple, Fiat, Alfa Romeo, Campari, R.A.S. American Express. Nel 1986 vince il premio dell'Aart director’s Club per la campagna Pioneer. Oppedisano continuerà a lavorare nella pubblicità fino al 2008.
Si dedica contemporaneamente alla ricerca ed alla sperimentazione nel ritratto, nel paesaggio e nel nudo. La sua ricerca si avvale spesso di apparecchi 35 mm appositamente modificati per produrre fotogrammi fusi tra loro che chiama “estensioni”.
Nel 1987, su invito della Polaroid, inizia a lavorare sull’apparecchio Polaroid 50x60, una fotocamera gigantesca di cui sono stati realizzati solo tre esemplari al mondo e realizza foto istantanee nel formato 50 × 60 cm. Con la Polaroid 50x60 esegue dal 1987 al 1994 diversi progetti: sul mondo e i personaggi del circo, sul carnevale a Milano in piazza Duomo e sugli artisti di strada. Il lavoro in collaborazione con Polaroid viene esposto a Roma nel 1991 nella mostra "Sviluppi non premeditati" al Palazzo delle Esposizioni. Negli anni immediatamente successivi Oppedisano continua la sua ricerca sul circo e sugli artisti da strada. Dal 1997 su commissione della Imation 3M realizza lavora con fotocamere "usa e getta" in strada prima a New York e poi nel 1999 in giro per il mondo. 
Nel 2000 realizza il calendario Olivetti usando la tecnica dell'"Inner Self" che consiste in una sovrapposizione di immagini nel medesimo ritratto e dell'"estensione", che consiste grazie ad un apparecchio modificato nello scattare una foto che spazia su diversi fotogrammi successivi. Suoi ritratti vengono esposti nel 2001 all'Arte Fiera di Bologna nella esposizione "Mostra in Progress" e nel 2002 alla Québec Art Fair nella mostra "Collages & Estensioni".
Nel 2003 su invito di Uliano Lucas, partecipa alla mostra "Grande collettiva il Bacio" organizzata dalla fondazione Mazzotta ed alla mostra "Estensioni Musicali" al Museo Nazionale della Musica all'Avana, Cuba.
Nel 2004 riceve il premio "Una vita per la fotografia" Nel 2005 è invitato a tenere un corso di specializzazione di fotografia all'Università Ca' Foscari di Venezia. Nel 2007 inizia ad insegnare fotografia all'Accademia di belle arti di Brera a Milano, insegnamento che manterrà fino al 2010. Nel 2008 abbandona la fotografia pubblicitaria e si dedica interamente all’insegnamento ed alla ricerca. Dal 2011 al 2018 insegna fotografia all'ISIA di Urbino nel biennio di specializzazione.Nel 2018 riceve il premio nazionale Pino Fantini per il ritratto fotografico Nel 2019 tiene il corso di ritratto fotografico all'Accademia di belle arti di Genova.

## Opere
- New York, Motta, 1997.
- Dark Blues Photo editor, Graphoto, 1998.
- On The Road, Imation 3M, 1999.
- The Circus, Motta, 1999.
- Inner self, Charta, 1999.
- Unusual Portraits, Gelmini, 2005.
- Buskers, 25 Anni di arte in strada, Edizioni Papergraf, 2017, ISBN 9788897645382.[11]

## Mostre
- Atlantic Savings Bank, New York, 1978[12]
- Galleria Il Diaframma, Milano, 1984[13]
- Il Circo, S.I.C.O.F , Milano, 1986
- Il Circo, Galleria il Sagrato, Milano 1987[14]
- 50x60 Polaroids sul circo, Festival di Arles, Arles, 1989[14]
- Finestre, biennale di Fotografia, Torino, 1989[15]
- 50x60 Polaroid del Carnevale, Fotoforum, Ruzomberok, 1990[14]
- Mostra/Asta AFIP per Gaetano Cremonini, Il Diaframma Kodak, Milano, 1990
- Italians Love Gold, World Gold Council, Tokyo, 1991
- Musicisti di Strada in Polaroid 50x60, Palazzo delle Esposizioni, Roma, 1991[16]
- Estensioni, Galleria Il Diaframma, Milano, 1992[13]
- Il Carnevale di Joe, Scuola Romana di Fotografia, Roma, 1995
- Il Teatro, Prometia, Castelsardo, 1996
- New York seen thru disposable 3M cameras, Photo Show, 1997
- New York, Teatro Municipale, Casale Monferrato, 1998
- The Inner Self, Galleria Lattuada, Milano, 1999[17]
- Estensioni Musicali, Museo Nazionale della Musica, L'Avana, Cuba, 2003[16]
- Unusual Potraits, Casa di Ariosto, Ferrara, 2005[18]
- I maestri della fotografia, Peggy Guggenheim Collection, Venezia, 2005[19]
- Collages, International Photo Festival, Orvieto, 2008[14]
- De Construction, Castello di Corigliano Calabro, Corigliano, 2010[20]
- Stratificazioni, Museo Civico Barletta, Barletta, 2014[21]
- 25 anni di Arte di Strada, Comune di Ferrara, Ferrara, 2017[22]
- Portraits, Galleria FIAF, Torino, 2018[23]
- Buskers, Convento Santa Maria delle Grazie, Bonefro, 2019[24]